# Aanbiddingskerk
De Aanbiddingskerk (Duits: Anbetungskirche) op de berg Schönstatt is een aan de heilige Drievuldigheid gewijde rooms-katholieke kerk in Vallendar. De kerk werd in de jaren 1965-1968 naar het ontwerp van Alexander Freiherr von Branca gebouwd. Door de massieve bouwwijze van natuursteen heeft de kerk het karakter van een vesting.
Naast het oerheiligdom van Schönstatt is de Aanbiddingskerk het tweede centrum ter plaatse van de Schönstatt-beweging.

## Architectuur
De Aanbiddingskerk ligt op de berg Schönstatt, hoog boven het in het dal liggende oerheiligdom van de Schönstatt-beweging en is in de verre omtrek als een imposant gebouw herkenbaar. De bouw oriënteert zich op een middeleeuwse burcht, zoals die veelvuldig in de omgeving van het Rijndal te zien zijn. Het exterieur wordt gedomineerd door drie torens van 20 meter hoog als symbool van de Drievuldigheid, waar het gebouw aan werd gewijd. Als Gods burcht moet het gebouw getuigen van de standvastigheid van het geloof, terwijl het binnen de rust en geborgenheid moet uitstralen.     
Op het verhoogde kerkplein bevindt zich aan de voet van een kruis een bron met zeven vijvers. De vijvers symboliseren de zeven sacramenten van de Kerk, die als rivieren van levend water stromen uit het hart van wie in Christus gelooft (Joh. 7:38).
Onder de kerkruimte bevindt zich een aula waar congressen kunnen worden georganiseerd. 

## Omgeving
Via een verbindingsbouw is het huis van de zusters, die de zorg dragen voor de kerk, aangebouwd. In de nabijheid van de kerk werd in 1985 door dezelfde architect het Pater Kentenich Haus gebouwd, een museum waar de erfenis van pater Kentenich wordt bewaard.    

## Geschiedenis
De oprichter van de Schönstatt-beweging, pater Josef Kentenich, beloofde aan het begin van de Tweede Wereldoorlog, een Aanbiddingskerk als dankbetuiging te bouwen als de Schönstatt-beweging op voorspraak van de Moeder Gods de vervolging van het nationaalsocialisme zou overleven. Kentenich zelf zat van 1942 tot de bevrijding in 1945 gevangen in het concentratiekamp Dachau en liet daar door een mede-kampbewoner, een Tsjechische architect, de eerste plannen voor de Aanbiddingskerk, als centrum van een heilige stad op de berg, ontwerpen. Het vertrouwen van Kentenich in zijn geloof werd niet beschaamd, want terwijl Duitsland en het nabijgelegen Koblenz na de oorlog in Schutt und Asche lag, was er in Schönstatt geen enkel huis beschadigd. Na de oorlog keerde Kentenich terug, maar een conflict tussen de Schönstatt-beweging en de Kerk vertraagde de uitvoering van de bouw van de nieuwe Aanbiddingskerk. In 1960 werd de uit München afkomstige architect Alexander Freiherr von Branca gevraagd een ontwerp te maken en in 1965 werd begonnen met de bouw. 
Pater Kentenich beschreef de Aanbiddingskerk van 9 juli 1967 als volgt:

Onze kerk is een burcht van God. Het gebouw wil de woning zijn van de drie-ënige God. Hier woont en troont de drievuldige God: de Vader, de Zoon en de Heilige Geest. Waar de drievuldige God woont, daar heeft ook de Moeder Gods haar zetel en stem. Daarom heeft vanzelfsprekend in onze Drievuldigheidsdom, in onze Drievuldigheidsburcht ook de Moeder Gods als onze drievoudig wonderbare Moeder, Koningin en Overwinnaar van Schönstatt een ereplaats.

Na de voltooiing werd de kerk op 9 juni 1968 door de bisschop van Trier, Bernhard Stein, gewijd aan de heilige Drievuldigheid.
Op 15 september 1968 vierde pater Kentenich voor de eerste maal de heilige mis in de Aanbiddingskerk. Na het einde van de mis stierf de pater volkomen onverwacht in de sacristie. De sacristie werd daarop veranderd in een grafkapel, waar pater Kentenich op 20 september werd bijzet. De sarcofaag draagt het opschrift Dilexit Ecclesiam (Latijn voor Hij hield van de Kerk).

## Afbeeldingen

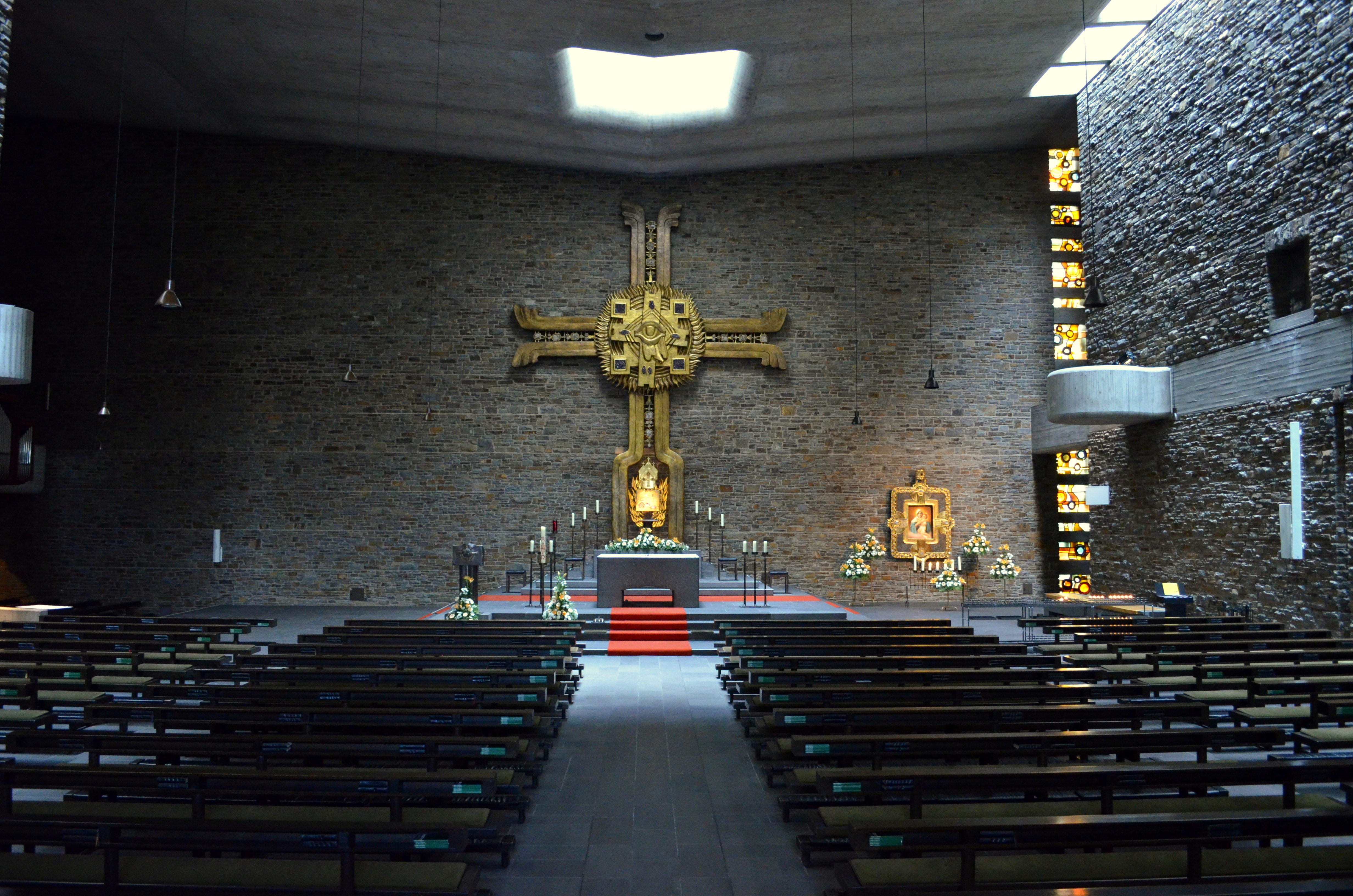
Interieur
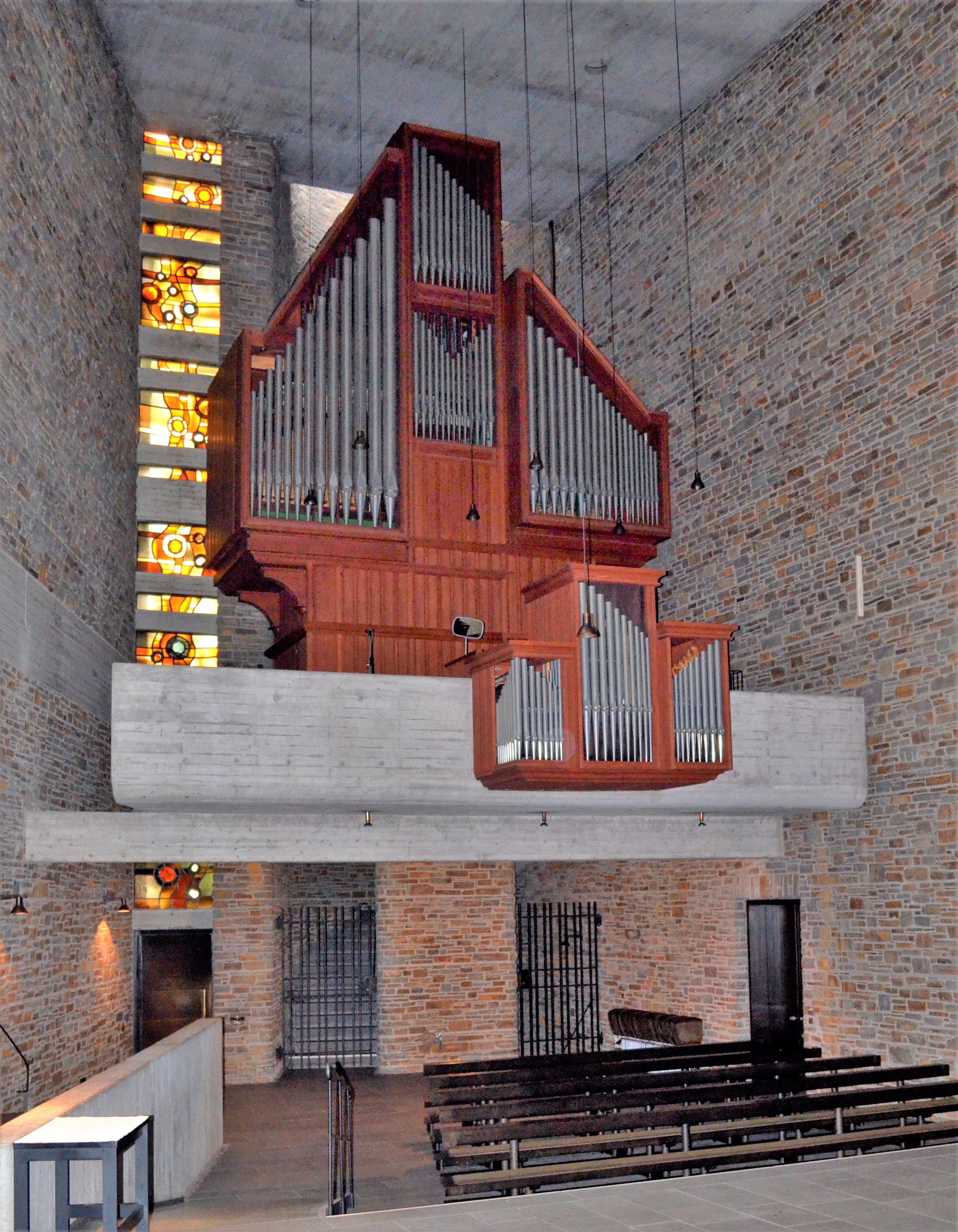
Orgel
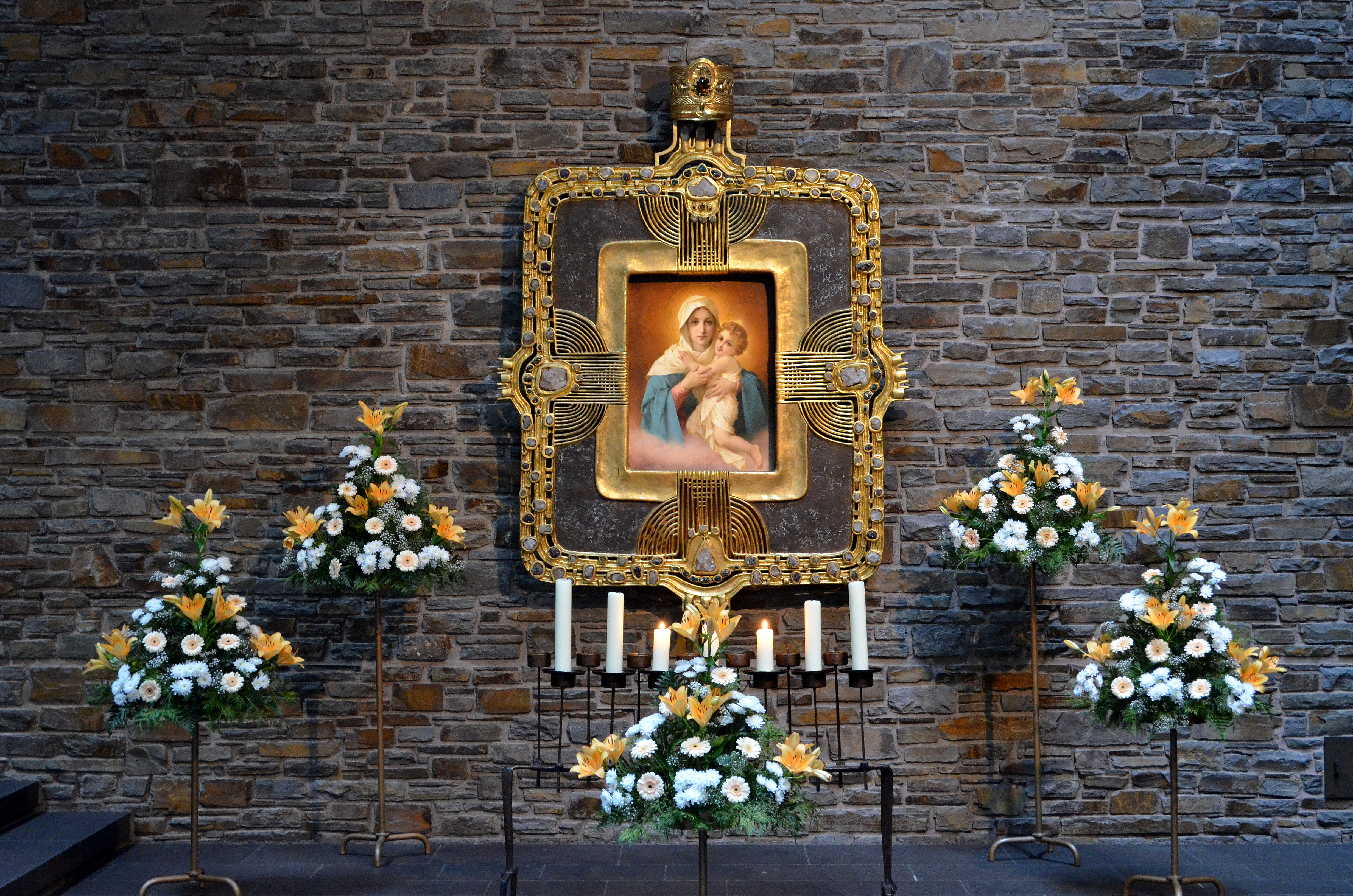